# Белая Речка (Ивано-Франковская область)
Белая Речка (укр. Біла Річка) — село в Белоберёзской сельской общине Верховинского района Ивано-Франковской области Украины.
Население по переписи 2001 года составляло 157 человек. Занимает площадь 0,3 км². Почтовый индекс — 78734. Телефонный код — 03432.